# Monica Rokhman
Monica Rokhman (Northbrook, 27 de mayo de 1997) es una gimnasta estadounidense que compite en gimnasia rítmica por grupos.
Monica se crio en San Diego, California. Forma parte del equipo estadounidense de gimnasia rítmica, representando al país en competiciones internacionales. Ha competido en varios campeonatos mundiales, incluyendo los de los años 2013, 2014 y los Campeonatos Mundiales de Gimnasia Rítmica de 2015, en los cuales la selección Estados Unidos obtuvo el 13.er lugar, con un total de 32.299 puntos, por encima de Brasil y el con el más alto puntaje entre los equipos que no forman parte de Europa o Asia, clasificando automáticamente por ello a los Juegos Olímpicos de 2016.
Rokhaman nació en Northbrook, Illinois, hija de Dmitry y Sveltana Rokhman, judíos rusos que emigraron a los Estados Unidos. Entrena y participa en competiciones junto con Jennifer Rokhman, su hermana gemela. En 2010, las dos hermanas se mudaron a Illinois, para entrenar para la selección estadounidense de gimnasia rítmica por equipos. Hace parte del equipo norteamericano de gimnasia rítmica en los Juegos Olímpicos de Río de Janeiro.

## Palmarés internacional
| Juegos Panamericanos | Juegos Panamericanos | Juegos Panamericanos | Juegos Panamericanos |
| Año                  | Lugar                | Medalla              | Categoría            |
| -------------------- | -------------------- | -------------------- | -------------------- |
| 2015                 | Toronto ( Canadá)    | Medalla de oro       | 6 mazas + 2 lazos    |
| 2015                 | Toronto ( Canadá)    | Medalla de plata     | 5 lazos              |
| 2015                 | Toronto ( Canadá)    | Medalla de plata     | General por equipos  |